# 周淵
周淵（1438年—？），字本深，江西吉安府盧陵縣人，民籍，明朝政治人物。進士出身。

## 生平
早年出身國子生，江西鄉試第十七名。成化十四年（1478年）戊戌科會試第二百三十九名，殿試登進士第二甲第十六名。

## 家族
曾祖父周子逵。祖父周思高。父亲周彥恂。慈侍下。兄周溆。娶蕭氏。